# Reykjahlid
Reykjahlid è una piccolissima località islandese sulle sponde del lago Myvatn. L'attività è orientata molto al turismo legato alle bellezze naturalistiche del lago e suoi dintorni.